# Stictoptera strigifera
Stictoptera strigifera är en fjärilsart som beskrevs av Embrik Strand 1917. Stictoptera strigifera ingår i släktet Stictoptera och familjen nattflyn. Inga underarter finns listade i Catalogue of Life.